# インターナショナル・スイム・ミート2007
インターナショナル・スイム・ミート2007（International Swim Meet 2007 in Japan　愛称「世界競泳2007 イン ジャパン」）は、日本水泳連盟主催により、2007年8月21日から24日の4日間に渡り千葉県国際総合水泳場で開催された競泳の国際大会である。

## 概要
世界水泳選手権は通常西暦奇数年7月に開催されるが、2007年大会は南半球のオーストラリア・メルボルンで、現地の気候上、夏から秋にかかる3月から4月に開催されたため、北京オリンピック前年の（北半球における）夏に水泳の国際大会が開催されなくなる。これを受けて日本水泳連盟が北京五輪の前哨戦という位置づけで開催を決めた。
世界各国から強豪が参加しており、世界選手権をしのぐ「夢の国際競泳大会」といわれているとともに、ある種「2007年の真の競泳世界一決定戦」だとも言われている。日本では地元開催であったことで選考基準を緩めており、オリンピックよりも大規模な選手団が組織され、代表経験がないか浅い選手が国際大会の雰囲気を味わう良い機会となった。また、ベテランとしてもオリンピックに向けた取り組みの状況を確認できる機会ではあった。

## 競技結果

### 男子
| 種目                   | 金                                                                                      | 金               | 銀                                                                        | 銀               | 銅                                                                                                | 銅         |
| ---------------------- | --------------------------------------------------------------------------------------- | ---------------- | ------------------------------------------------------------------------- | ---------------- | ------------------------------------------------------------------------------------------------- | ---------- |
| 50m自由形              | ゲハルド・ザンドバーグ 南アフリカ (RSA)                                                 | 22秒18           | イーモン・サリバン オーストラリア (AUS)                                   | 22秒22           | ニック・ブルネリ アメリカ合衆国 (USA)                                                             | 22秒31     |
| 100m自由形             | アンドリュー・ロウターステイン オーストラリア (AUS)                                     | 49秒38           | マシュー・ターゲット オーストラリア (AUS)                                 | 49秒47           | ニック・ブルネリ アメリカ合衆国 (USA)                                                             | 49秒54     |
| 200m自由形             | ケンリク・モンク オーストラリア (AUS)                                                   | 1分47秒25        | 張恩剣 中国 (CHN)                                                         | 1分48秒48        | パウル・コルゼニオウスキ ポーランド (POL)                                                         | 1分48秒51  |
| 400m自由形             | 朴泰桓 韓国 (KOR)                                                                       | 3分44秒77        | グラント・ハケット オーストラリア (AUS)                                   | 3分45秒27        | プシェミスラウ・スタンチック ポーランド (POL)                                                     | 3分45秒71  |
| 1500m自由形            | グラント・ハケット オーストラリア (AUS)                                                 | 14分48秒70       | マテウシュ・サヴリモヴィッチ ポーランド (POL)                             | 14分50秒72       | 朴泰桓 韓国 (KOR)                                                                                 | 14分58秒43 |
| 100m背泳ぎ             | リアム・タンコック イギリス (GBR)                                                       | 53秒46           | ランダル・バル アメリカ合衆国 (USA)                                       | 53秒91           | 森田智己 日本 (JPN)                                                                               | 54秒13     |
| 200m背泳ぎ             | 入江陵介 日本 (JPN)                                                                     | 1分57秒30        | 森田智己 日本 (JPN)                                                       | 1分58秒32        | グレガー・テイト イギリス (GBR)                                                                   | 1分58秒86  |
| 100m平泳ぎ             | 北島康介 日本 (JPN)                                                                     | 59秒74           | クリスチャン・スプレンガー オーストラリア (AUS)                           | 1分00秒76        | ジョン・ロバーツ アメリカ合衆国 (USA)                                                             | 1分00秒82  |
| 200m平泳ぎ             | 北島康介 日本 (JPN)                                                                     | 2分10秒02        | クリストファー・ギルクリスト イギリス (GBR)                               | 2分10秒22        | ウラジスラフ・ポリアコフ カザフスタン (KAZ)                                                       | 2分12秒29  |
| 100mバタフライ         | 山本貴司 日本 (JPN)                                                                     | 52秒50           | アンドリュー・ロウターステイン オーストラリア (AUS)                       | 52秒75           | ウィリアム・ストーヴァル アメリカ合衆国 (USA)                                                     | 52秒82     |
| 200mバタフライ         | パウル・コルゼニオウスキ ポーランド (POL)                                               | 1分54秒93        | 柴田隆一 日本 (JPN)                                                       | 1分54秒99        | 呉鵬 中国 (CHN)                                                                                   | 1分56秒05  |
| 200m個人メドレー       | リアム・タンコック イギリス (GBR)                                                       | 1分59秒19        | TP・パトリック アメリカ合衆国 (USA)                                       | 2分00秒59        | 髙桑健 日本 (JPN)                                                                                 | 2分00秒94  |
| 400m個人メドレー       | ライアン・スクーマン 南アフリカ (RSA)                                                   | 4分15秒41        | パウル・コルゼニオウスキ ポーランド (POL)                                 | 4分17秒06        | 森隆弘 日本 (JPN)                                                                                 | 4分18秒65  |
| 4 x 100m自由形リレー   | オーストラリア (AUS)                                                                    | 3分14秒26        | 日本 (JPN)                                                                | 3分18秒38 日本新 | 中国 (CHN)                                                                                        | 3分18秒94  |
| 4 x 100m自由形リレー   | イーモン・サリバン アンドリュー・ロウターステイン マシュー・ターゲット ケンリク・モンク | 3分14秒26        | 細川大輔 伊藤真 小島貴光 佐藤久佳                                         | 3分18秒38 日本新 | 陳祚 黄紹華 呂志武 蔡力                                                                           | 3分18秒94  |
| 4 x 200m自由形リレー   | オーストラリア (AUS)                                                                    | 7分10秒90        | 日本 (JPN)                                                                | 7分14秒98        | 中国 (CHN)                                                                                        | 7分16秒16  |
| 4 x 200m自由形リレー   | ケンリク・モンク アンドリュー・ミューウィ パトリック・マーフィー グラント・ブリッツ     | 7分10秒90        | 奥村幸大 物延靖記 葛原俊輔 細川大輔                                       | 7分14秒98        | 張恩剣 張琳 于成竜 呉鵬                                                                           | 7分16秒16  |
| 4 x 100mメドレーリレー | 日本 (JPN)                                                                              | 3分33秒35 日本新 | アメリカ合衆国 (USA)                                                      | 3分35秒15        | オーストラリア (AUS)                                                                              | 3分35秒42  |
| 4 x 100mメドレーリレー | 森田智己 北島康介 高安亮 佐藤久佳                                                       | 3分33秒35 日本新 | ランダル・バル ジョン・ロバーツ ウィリアム・ストーヴァル ニック・ブルネリ | 3分35秒15        | アシュリー・デラニー クリスチャン・スプレンガー アンドリュー・ロウターステイン イーモン・サリバン | 3分35秒42  |

### 女子
| 種目                   | 金                                                                              | 金        | 銀                                                                                    | 銀        | 銅                                                                                             | 銅               |
| ---------------------- | ------------------------------------------------------------------------------- | --------- | ------------------------------------------------------------------------------------- | --------- | ---------------------------------------------------------------------------------------------- | ---------------- |
| 50m自由形              | ケイト・キャンベル オーストラリア (AUS)                                         | 24秒48    | リスベス・レントン オーストラリア (AUS)                                               | 24秒65    | 朱咏文 中国 (CHN)                                                                              | 24秒18           |
| 100m自由形             | リスベス・レントン オーストラリア (AUS)                                         | 53秒58    | ケイト・キャンベル オーストラリア (AUS)                                               | 54秒75    | 朱咏文 中国 (CHN)                                                                              | 54秒89           |
| 200m自由形             | ブロンテ・バラット オーストラリア (AUS)                                         | 1分57秒92 | ケイトリン・マクラッチェイ イギリス (GBR)                                             | 1分58秒28 | ヨセフィン・リルハーゲ スウェーデン (SWE)                                                      | 1分58秒59        |
| 400m自由形             | ブロンテ・バラット オーストラリア (AUS)                                         | 4分05秒93 | オティリア・イエジェイチャク ポーランド (POL)                                         | 4分06秒27 | ケイトリン・マクラッチェイ イギリス (GBR)                                                      | 4分07秒12        |
| 800m自由形             | 柴田亜衣 日本 (JPN)                                                             | 8分23秒76 | 矢野友理江 日本 (JPN)                                                                 | 8分27秒62 | カイリー・パルマー オーストラリア (AUS)                                                        | 8分30秒51        |
| 100m背泳ぎ             | カースティ・コベントリー ジンバブエ (ZIM)                                       | 59秒85    | 中村礼子 日本 (JPN)                                                                   | 1分00秒58 | エミリー・シーボーン オーストラリア (AUS)                                                      | 1分00秒66        |
| 200m背泳ぎ             | カースティ・コベントリー ジンバブエ (ZIM)                                       | 2分06秒83 | エリザベス・シモンズ アメリカ合衆国 (USA)                                             | 2分09秒52 | 中村礼子 日本 (JPN)                                                                            | 2分09秒91        |
| 100m平泳ぎ             | リーゼル・ジョーンズ オーストラリア (AUS)                                       | 1分06秒15 | レベッカ・ソニ アメリカ合衆国 (USA)                                                   | 1分06秒94 | タラ・カーク アメリカ合衆国 (USA)                                                              | 1分07秒31        |
| 200m平泳ぎ             | リーゼル・ジョーンズ オーストラリア (AUS)                                       | 2分21秒45 | レベッカ・ソニ アメリカ合衆国 (USA)                                                   | 2分23秒36 | 田村菜々香 日本 (JPN)                                                                          | 2分25秒05        |
| 100mバタフライ         | リスベス・レントン オーストラリア (AUS)                                         | 57秒88    | レイチェル・コミサーズ アメリカ合衆国 (USA)                                           | 58秒11    | ジェシカ・シッパー オーストラリア (AUS)                                                        | 58秒36           |
| 200mバタフライ         | オティリア・イエジェイチャク ポーランド (POL)                                   | 2分06秒15 | ジェシカ・シッパー オーストラリア (AUS)                                               | 2分06秒68 | オードリー・ラクロワ カナダ (CAN)                                                              | 2分06秒93        |
| 200m個人メドレー       | カースティ・コベントリー ジンバブエ (ZIM)                                       | 2分10秒83 | ステファニー・ライス オーストラリア (AUS)                                             | 2分12秒21 | カタジナ・バラノフスカ ポーランド (POL)                                                        | 2分13秒15        |
| 400m個人メドレー       | カースティ・コベントリー ジンバブエ (ZIM)                                       | 4分36秒07 | ステファニー・ライス オーストラリア (AUS)                                             | 4分37秒18 | カタジナ・バラノフスカ ポーランド (POL)                                                        | 4分40秒26        |
| 4 x 100m自由形リレー   | オーストラリア (AUS)                                                            | 3分38秒84 | 中国 (CHN)                                                                            | 3分39秒91 | アメリカ合衆国 (USA)                                                                           | 3分41秒26        |
| 4 x 100m自由形リレー   | シェーン・リース メラニー・シュランガー リンダ・マッケンジー リスベス・レントン | 3分38秒84 | 唐奕 朱穎文 龐佳穎 徐姸瑋                                                             | 3分39秒91 | キム・ バンデンバーグ ケイトリン・アンドリュー クリスティン・マグナソン レイチェル・コミサーズ | 3分41秒26        |
| 4 x 200m自由形リレー   | オーストラリア (AUS)                                                            | 7分57秒03 | イギリス (GBR)                                                                        | 7分58秒64 | 中国 (CHN)                                                                                     | 7分59秒64        |
| 4 x 200m自由形リレー   | ブロンテ・バラット ステファニー・ライス シェーン・リース リンダ・マッケンジー   | 7分57秒03 | ケイトリン・マクラッチェイ ジュリア・ベケット エレン・ガンディ ハンナ・マイリー       | 7分58秒64 | 譚淼 唐奕 徐姸瑋 龐佳穎                                                                        | 7分59秒64        |
| 4 x 100mメドレーリレー | オーストラリア (AUS)                                                            | 3分58秒40 | アメリカ合衆国 (USA)                                                                  | 4分00秒99 | 日本 (JPN)                                                                                     | 4分01秒94 日本新 |
| 4 x 100mメドレーリレー | エミリー・シーボーム リーゼル・ジョーンズ ジェシカ・シッパー リスベス・レントン | 3分58秒40 | ヘイリー・マグレゴリー レベッカ・ソニ レイチェル・コミサーズ クリスティン・マグナソン | 4分00秒99 | 中村礼子 田村菜々香 加藤ゆか 三田真希                                                          | 4分01秒94 日本新 |

## 日本国でのテレビ中継
- 4日間の会期中3日間はテレビ朝日系列でゴールデンタイムに生中継された。
  - 8月21、23、24日　18時30分（以下日本時間）から19時54分 生放送
  - 8月22日に限り、サッカー中継の関係から23日0時16分から1時40分に撮って出し形式による録画中継を行った。

### 出演者
- マーメイドプリンス（ナビゲーター）　稲垣吾郎
- 総合キャスター　松岡修造
- 解説者　高橋繁浩、萩原智子、田中雅美、中村真衣
- 実況　森下桂吉、清水俊輔、吉野真治

### スポンサー
- 特別協賛　ミズノ
- 協賛　三洋信販、ANA全日空、レオパレス21、セイコー、Visaインターナショナル、読売新聞、ロッテ、ヤマハ発動機、コカ・コーラ

### テーマソング
- Mermaid （SMAP）